# Мелипилья (провинция)
Провинция Мелипилья  (исп. Provincia de Melipilla) — провинция в Чили в составе Столичной области. 
Включает в себя 5 коммун.
Территория — 4065,7 км². Численность населения — 185 966 жителей (2017). Плотность населения — 45,74 чел./км².
Административный центр — Мелипилья.

## География
Провинция расположена на западе Столичной области.
Провинция граничит:
- на севере — с провинцией Марга-Марга;
- на востоке — с провинциями Чакабуко, Талаганте и Майпо;
- на юге — с провинцией Качапоаль;
- на западе — с провинциями Вальпараисо и Сан-Антонио.

## Административное деление
Провинция включает в себя 5 коммун:
- Мелипилья. Административный центр — Мелипилья.
- Куракави. Административный центр — Куракави.
- Мария-Пинто. Административный центр — Мария-Пинто.
- Сан-Педро. Административный центр — Сан-Педро.
- Алуэ. Админ.центр — Алуэ.

## Демография
Согласно сведениям, собранным в ходе переписи 2017 г. Национальным институтом статистики (INE),  население провинции составляет:
| Полное население                            | Полное население                            | Полное население                            | Полное население                            | Полное население                            | 185 966 |
| ------------------------------------------- | ------------------------------------------- | ------------------------------------------- | ------------------------------------------- | ------------------------------------------- | ------- |
| в том числе:                                | Городское население                         | 114 535                                     | Процент городского населения, %             | 61,59                                       |         |
|                                             | Сельское население                          | 71 431                                      | Процент сельского населения, %              | 38,41                                       |         |
|                                             | Мужское население                           | 93 110                                      | Процент мужского населения, %               | 50,07                                       |         |
|                                             | Женское население                           | 92 856                                      | Процент женского населения, %               | 49,93                                       |         |
| Плотность населения, чел/км²                | Плотность населения, чел/км²                | Плотность населения, чел/км²                | Плотность населения, чел/км²                | Плотность населения, чел/км²                | 45,74   |
| Население провинции в % к населению области | Население провинции в % к населению области | Население провинции в % к населению области | Население провинции в % к населению области | Население провинции в % к населению области | 2,61    |

| Динамика изменения населения провинции | Динамика изменения населения провинции | Динамика изменения населения провинции | Динамика изменения населения провинции |
| -------------------------------------- | -------------------------------------- | -------------------------------------- | -------------------------------------- |
| 1992                                   | 2002                                   | 2012                                   | 2017                                   |
| 118 802                                | 141 165▲                               | 165 789▲                               | 185 966▲                               |